# Paul Mea
Paul Eusebius Mea Kaiuea (ur. 16 grudnia 1939 w Beru, zm. 24 czerwca 2021 w Nawerewere) – duchowny rzymskokatolicki z Kiribati, członek zgromadzenia Misjonarzy Najświętszego Serca Jezusowego, w latach 1979–2020 biskup diecezjalny Tarawy i Nauru i tym samym zwierzchnik Kościoła katolickiego w Kiribati i na Nauru. 

## Życiorys
Święcenia kapłańskie przyjął 18 stycznia 1969 jako członek zakonu Misjonarzy Najświętszego Serca Jezusowego. 15 listopada 1978 papież Jan Paweł II mianował go biskupem Tarawy i Nauru. Sakry udzielił mu 10 lutego 1979 jego poprzednik Pierre Guichet MSC. Współkonsekratorami byli pronuncjusz apostolski w Nowej Zelandii Angelo Acerbi oraz biskup Samoa i Tokelau kard. Pio Taofinuʻu.